# Meistriliiga 2010
La Meistriliiga 2010 fu la 20ª edizione della massima serie del campionato di calcio estone disputata tra il 9 marzo e il 6 novembre 2010 e conclusa con la vittoria del Flora Tallinn, al suo ottavo titolo.
Capocannoniere del torneo fu Sander Post con 24 reti.

## Novità
A seguito della retrocessione del Kalev Tallinn venne promossa la squadra vincitrice della seconda divisione, il Lootus Kohtla-Järve.

## Formula
Le 10 squadre partecipanti giocano un doppio turno andata e ritorno (andata e ritorno + andata e ritorno), pertanto ciascuna squadra gioca 4 volte contro ciascuna avversaria per un totale di 36 giornate.
La squadra campione di Estonia ha il diritto a partecipare alla UEFA Champions League 2011-2012, partendo dal secondo turno preliminare.

Le squadre classificate al secondo e terzo posto sono ammesse alla UEFA Europa League 2011-2012, partendo entrambe dal primo turno preliminare.

Il vincitore della Coppa 2010 è ammesso alla UEFA Europa League 2011-2012, partendo dal secondo turno preliminare.

Retrocede direttamente l'ultima in classifica, mentre la penultima disputa uno spareggio contro la seconda della seconda divisione.

## Squadre partecipanti
| Club                | Città        | Stadio                   | Posizione 2009       |
| ------------------- | ------------ | ------------------------ | -------------------- |
| Flora Tallinn       | Tallinn      | A. Le Coq Arena          | 4º posto             |
| Kalev Sillamäe      | Sillamäe     | Stadio Kalevi            | 2º posto             |
| Kalju Nõmme         | Tallinn      | Stadio Hiiu              | 5º posto             |
| Kuressaare          | Kuressaare   | Kuressaare linnastaadion | 8º posto             |
| Levadia Tallinn     | Tallinn      | Stadio Maarjamäe         | Campione             |
| Lootus Kohtla-Järve | Kohtla-Järve | Stadio Spordikeskuse K-J | 2º posto in Esiliiga |
| Paide               | Paide        | Stadio Ühisgümnaasiumi   | 9º posto             |
| Tammeka Tartu       | Tartu        | Stadio Tamme             | 7º posto             |
| Trans Narva         | Narva        | Stadio Kreenholmi        | 3º posto             |
| Tulevik Viljandi    | Viljandi     | Viljandi linnastaadion   | 6º posto             |

## Classifica finale
Aggiornata al 7 novembre 2010.
|                    |     | Classifica finale 2010 | Pt | G  | V  | N | P  | GF  | GS  | DR  |
| ------------------ | --- | ---------------------- | -- | -- | -- | - | -- | --- | --- | --- |
| Estonia (bandiera) | 1.  | Flora Tallinn          | 91 | 36 | 29 | 4 | 3  | 104 | 32  | +72 |
|                    | 2.  | Levadia Tallinn        | 86 | 36 | 26 | 8 | 2  | 100 | 16  | +84 |
|                    | 3.  | Trans Narva            | 74 | 36 | 22 | 8 | 6  | 67  | 31  | +36 |
|                    | 4.  | Kalju Nõmme            | 62 | 36 | 18 | 8 | 10 | 59  | 42  | +17 |
|                    | 5.  | Kalev Sillamäe         | 59 | 36 | 18 | 5 | 13 | 79  | 53  | +26 |
|                    | 6.  | Tammeka Tartu          | 40 | 36 | 11 | 7 | 18 | 50  | 66  | -16 |
|                    | 7.  | Tulevik Viljandi       | 29 | 36 | 8  | 5 | 23 | 33  | 62  | -29 |
|                    | 8.  | Paide                  | 26 | 36 | 6  | 8 | 22 | 30  | 79  | -49 |
|                    | 9.  | Kuressaare             | 24 | 36 | 7  | 3 | 26 | 33  | 93  | -60 |
|                    | 10. | Lootus Kohtla-Järve    | 20 | 36 | 6  | 2 | 28 | 22  | 103 | -81 |

### Spareggio promozione/retrocessione
| Kiviõli 14 novembre 2010, ore 12:00 CET                               | Kiviõli Tamme Auto | 2 – 1     | Kuressaare | Kiviõli stadium (70 spett.) |
| \| \| \| \| \| Šteinberg 60’ Kirilov 79’ \| Marcatori \| 15’ Aljas \| |                    |           |            |                             |
|                                                                       |                    |           |            |                             |
| Šteinberg 60’ Kirilov 79’                                             | Marcatori          | 15’ Aljas |            |                             |

| Kuressaare 20 novembre 2010, ore 12:00 CET                          | Kuressaare | 3 – 0 | Kiviõli Tamme Auto | Kuressaare linnastaadion |
| \| \| \| \| \| Skiperskiy 27’ Viira 31’ Pukk 36’ \| Marcatori \| \| |            |       |                    |                          |
|                                                                     |            |       |                    |                          |
| Skiperskiy 27’ Viira 31’ Pukk 36’                                   | Marcatori  |       |                    |                          |

Il Kuressaare vince lo spareggio e rimane in Meistriliiga.

## Verdetti
- Campione:  Flora Tallinn
- In UEFA Champions League 2011-2012:  Flora Tallinn (al secondo turno di qualificazione)
- In UEFA Europa League 2011-2012:  Levadia Tallinn e  Trans Narva
- Retrocessa in Esiliiga:  Ajax Lasnamäe
- Tulevik Viljandi rifonda la squadra iscrivendosi in II Liiga 2011, la terza divisione del calcio estone. Il posto in Meistriliiga 2011 viene riempito dal nuovo club  Viljandi.

## Classifica marcatori[1][2]
24 gol
- Sander Post (FLO)

21 gol
- Jüri Jevdokimov (KLJ)

20 gol
- Tarmo Neemelo (LEV)

16 gol
- Vitali Leitan (LEV)

14 gol
- Deniss Malov (LEV)

13 gol
- Henri Anier (FLO)
- Marius Bezykornovas (TRN)

12 gol
- Konstantin Nahk (LEV)
- Albert Prosa (TAM)

9 gol
- Maksim Gruznov (S.K)
- Nikita Koljajev (S.K)
- Aleksandr Nikulin (S.K)
- Felipe Nunes (KAL)
- Dmitri Skiperskiy (KUR)
- Nerijus Vasiliauskas (S.K)